# Luis Köster
Luis Eduardo Köster Peña (24 marzo 1942 – Ciudad de la Costa, 14 novembre 2021) è stato un cestista uruguaiano.

## Carriera
Con l'Uruguay ha disputato i Giochi olimpici di Tokyo 1964.